# Авоскан-Сот Колару-Варе (Белуно)
Авоскан-Сот Колару-Варе (итал. Avoscan-Sot Colarù-Vare) је насеље у Италији у округу Белуно, региону Венето.
Према процени из 2011. у насељу је живело 242 становника. Насеље се налази на надморској висини од 827 м.